# La Mort (tarot)
Pour les articles homonymes, voir La Mort (homonymie) et Arcane.
 (mai 2021).
Si vous disposez d'ouvrages ou d'articles de référence ou si vous connaissez des sites web de qualité traitant du thème abordé ici, merci de compléter l'article en donnant les références utiles à sa vérifiabilité et en les liant à la section « Notes et références ».

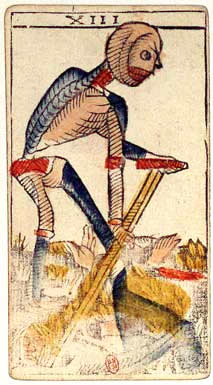
Le numéro 13 du jeu de Jean Dodal (début XVIIIe siècle)

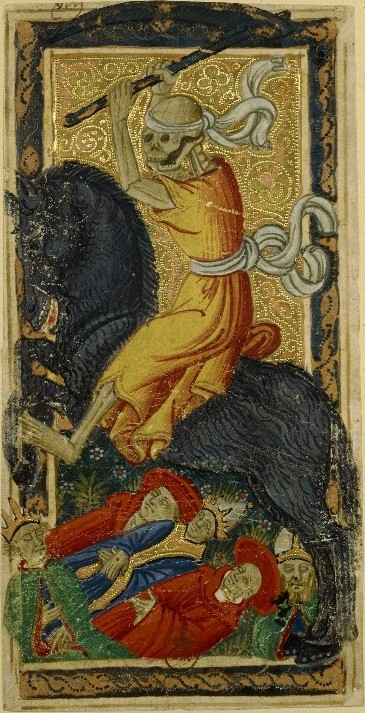
La Mort, tarot dit de Charles VI (XVe siècle)

« La Mort », souvent désignée « l'arcane sans nom », est la treizième carte de la série des atouts du Tarot dit de Marseille.

## Description et symbolisme

### Le Visuel
Une Camarde (figure animée de squelette ou de cadavre à la chair en lambeaux et aux os apparents) grossièrement dessinée semble activée à faucher un terrain où figurent des éléments de corps humains (dont deux têtes), et des éléments végétaux ou animaux (herbes, feuilles ou plumes, aile [?]). Selon les interprétations ou les dessins, soit ces éléments sont coupés et gisent sur le sol, soit ils sortent de terre.
Dans la plupart des variantes du motif du Tarot dit de Marseille à partir du XVIIIe siècle, cette carte ne porte plus de nom et le dessin occupe donc la totalité de l'espace du bas.

### Interprétations

#### «La Mort»
Bien que cet arcane soit censé demeurer sans nom, il est souvent nommé « la Mort » et associé à cette dernière. Le nombre 13 (à la symbolique funeste dans un contexte européen), la connotation macabre ainsi que le visuel mortuaire de cet arcane expliquent aisément cet amalgame répandu dans l'inconscient collectif et la culture populaire[réf. nécessaire] :
- Le nombre 13 est un nombre premier, au centre de nombreuses superstitions ;
- Dans le folklore occidental moderne, la Mort en tant que figure est souvent représentée comme un cadavre ou squelette (parfois encapuchonnée dans des haillons ou drapée d'un suaire) portant une faux.
- Eliphas Lévi affirme que l'arcane 13 correspond à la treizième lettre de l’alphabet hébreu mosaïque : La lettre Mem finale, qui est, avec la lettre Samech, l'une des deux seules lettres entièrement fermées, sans ouverture vers l'extérieur.

De même, en cartomancie le sens de « mort » associé à cet arcane est souvent compris à tort — à cause de superstitions et croyances erronées souvent véhiculées par la culture populaire (notamment dans certaines œuvres de fiction), littéralement par les profanes (mort physique — personnelle ou d'un tiers, décès et/ou deuil — au sens premier...), alors que l'interprétation de « mort » indiquée par l'arcane est en réalité bien souvent métaphorique et métaphysique (deuil symbolique ; fin d'un état, d'une situation ou d'un événement significatif ; évolution ou changement d'un stade à un autre ; bouleversement existentiel...).

#### Renaissance
En réalité, cette carte parlerait de régénération : 
- le phénix renaît de ses cendres et on pourrait voir des plumes et/ou une aile sur le sol. La putréfaction des êtres morts enrichit la terre qui produit de nouveaux êtres vivants.
- Le treize suit le douze, nombre symbolisant accomplissement et cycle achevé et très symbolique dans la mythologie chrétienne où il est un nombre « saint ».
- L'arcane 12, le Pendu représentant un homme pendu par les pieds, l'arcane sans nom, présentant, lui, un personnage avec un outil tranchant peut symboliser un nouveau départ.
- En numérologie, la réduction théosophique de XIII donne IIII, ce qui lierait cette carte à celle de l'Empereur[1]. Ceci est à mettre en parallèle avec la symbolique astrologique : Taureau/ Scorpion = possession / dépossession ou encore incarnation / transformation énergétique.

On peut mettre aussi l'arcane 13 en relation avec : 
- le Mat, arcane non numéroté du tarot de Marseille,
- l'arcane 11 (la Force), le 13 et le 11 étant des nombres premiers jumeaux.